# 김한섭 (축구인)
김한섭(한국 한자: 金翰燮, 1982년 5월 8일 ~ )은 대한민국의 전 축구 선수이자 행정가이다. 현재 한국프로축구선수협회의 고문이사를 맡고 있다.

## 기록
| 소속팀           | 연도 | 출장 | 교체 | 득점 | 도움 | 경고 | 자책 |
| ---------------- | ---- | ---- | ---- | ---- | ---- | ---- | ---- |
| 창원시청         | 2005 | 19   | 1    | 3    | 2    | 2    | 0    |
| 창원시청         | 2006 | 15   | 0    | 0    | 0    | 4    | 0    |
| 대전 시티즌      | 2009 | 11   | 0    | 1    | 0    | 1    | 1    |
| 대전 시티즌      | 2010 | 18   | 3    | 0    | 0    | 2    | 0    |
| 대전 시티즌      | 2011 | 19   | 0    | 0    | 1    | 5    | 0    |
| 인천 유나이티드  | 2011 | 8    | 1    | 0    | 0    | 2    | 0    |
| 인천 유나이티드  | 2012 | 0    | 0    | 0    | 0    | 0    | 0    |
| 통산(내셔널리그) | -    | 34   | 1    | 3    | 2    | 6    | 0    |
| 통산(K리그)      | -    | 56   | 4    | 1    | 1    | 10   | 1    |
K리그 통산기록은 리그컵기록 포함. 2011년 11월 12일 기준.

## 축구인 경력

### 선수 경력

#### 청소년 경력
중학교 2학년 때부터 축구를 시작하여 영등포공업고등학교를 졸업하고 동국대학교에 진학하였다. 원래 윙 포워드였던 포지션을 동국대학교 재학 당시 풀백으로 전환하였다.

#### 내셔널리그
2004년 동국대학교를 졸업하고 이듬해부터 내셔널리그 (당시 K2리그)의 창원시청의 창단 멤버로 입단하여 활약하였다. 특히 2006년에는 풀백을 담당해 창원시청을 내셔널축구선수권대회 우승으로 이끌었다. 창원시청은 2006년 김한섭, 김영중, 전광철이 이룬 수비 라인을 바탕으로 그 해 내셔널리그 최저 실점 2위 팀에 랭크되었다.

#### K리그
2006년까지 2년 간의 창원시청 활약후, 경찰 축구단에 입단하여 2년간 군복무를 마친 김한섭은 2009 K리그 드래프트에서 대전 시티즌에 번외지명으로 지명되어, 그 해 드래프트에서 지명된 최고령 선수가 되었다. 번외지명으로 입단하였으나, R리그에서 좋은 활약도와 충실한 수비능력을 보인 김한섭은 2009 시즌 후기 리그부터 풀타임을 소화하며 양정민과 좌우 풀백 라인을 형성하였다.
2011년 7월 말 인천 유나이티드로 이적하였고, 2013년 친정팀 대전 시티즌에 복귀하였으며, 이후 2년 동안 뛰면서 팀의 강등과 승격을 모두 경험하였다.

#### 내셔널리그
2015년 대전 시티즌과의 계약이 만료되었고, 용인시청의 플레잉 코치로 이적하였다.

## 수상

### 클럽

#### 대전 시티즌
- K리그 챌린지
  - 우승 1회 : 2014